# Challenger de Roma (Rai Open)
El Rai Open es un torneo profesional masculino de tenis. Pertenece al ATP Challenger Series. Se juega desde el año 2009 sobre pistas de tierra batida, en Roma, Italia.

## Palmarés

### Individuales
| Año  | Campeón               | Finalista              | Resultado        |
| ---- | --------------------- | ---------------------- | ---------------- |
| 2013 | Julian Reister        | Guillermo García-López | 4-6, 6-3, 6-2    |
| 2012 | Roberto Bautista-Agut | Rui Machado            | 6–7(7), 6–4, 6–3 |
| 2011 | Thomas Schoorel       | Martin Kližan          | 7–5, 1–6, 6–3    |
| 2010 | Filippo Volandri      | Lamine Ouahab          | 6–4, 7–5         |
| 2009 | Sebastián Decoud      | Simon Greul            | 7–6(2), 6–1      |

### Dobles
| Año  | Campeones                         | Finalistas                         | Resultado   |
| ---- | --------------------------------- | ---------------------------------- | ----------- |
| 2013 | Andreas Beck Martin Fischer       | Martin Emmrich Rameez Junaid       | 7–6(2), 6–0 |
| 2012 | Dustin Brown Jonathan Marray      | Andrei Dăescu Florin Mergea        | 6–4, 7–6(0) |
| 2011 | Martin Kližan Alessandro Motti    | Thomas Fabbiano Walter Trusendi    | 7–6(3), 6–4 |
| 2010 | Tomasz Bednarek Mateusz Kowalczyk | Jeff Coetzee Jesse Witten          | 6–4, 7–6(4) |
| 2009 | Simon Greul Alessandro Motti      | Daniele Bracciali Filippo Volandri | 6–4, 7–5    |